# 科菲維爾 (堪薩斯州)
科菲維爾（英語：Coffeyville）是一個位於美國堪薩斯州蒙哥馬利縣的城市。

## 地方資料
根據2020年美國人口普查的數據，科菲維爾的面積為24.52平方千米，當中陸地面積為24.52平方千米，而水域面積為0.00平方千米。當地共有人口8826人，而人口密度為每平方千米359.95人。